# Сан Маурицио Канавезе (Болцано)
Сан Маурицио Канавезе је насеље у Италији у округу Болцано, региону Трентино-Јужни Тирол.
Према процени из 2011. у насељу је живело 278 становника. Насеље се налази на надморској висини од 253 м.